# Museo Archeologico Nazionale di Altino
Das Museo Archeologico Nazionale di Altino (MANA) ist ein Museum in Altino bei Venedig in der Region Venetien im Nordosten Italiens, dem antiken Altinum. Das Museum präsentiert den Raum zwischen Chioggia im Süden der Lagune von Venedig und Concordia Sagittaria im Nordosten. Damit ist es sowohl für die Geschichte der Veneter, als auch für die römische sowie die vor-venezianische Geschichte von Bedeutung.

## Geschichte

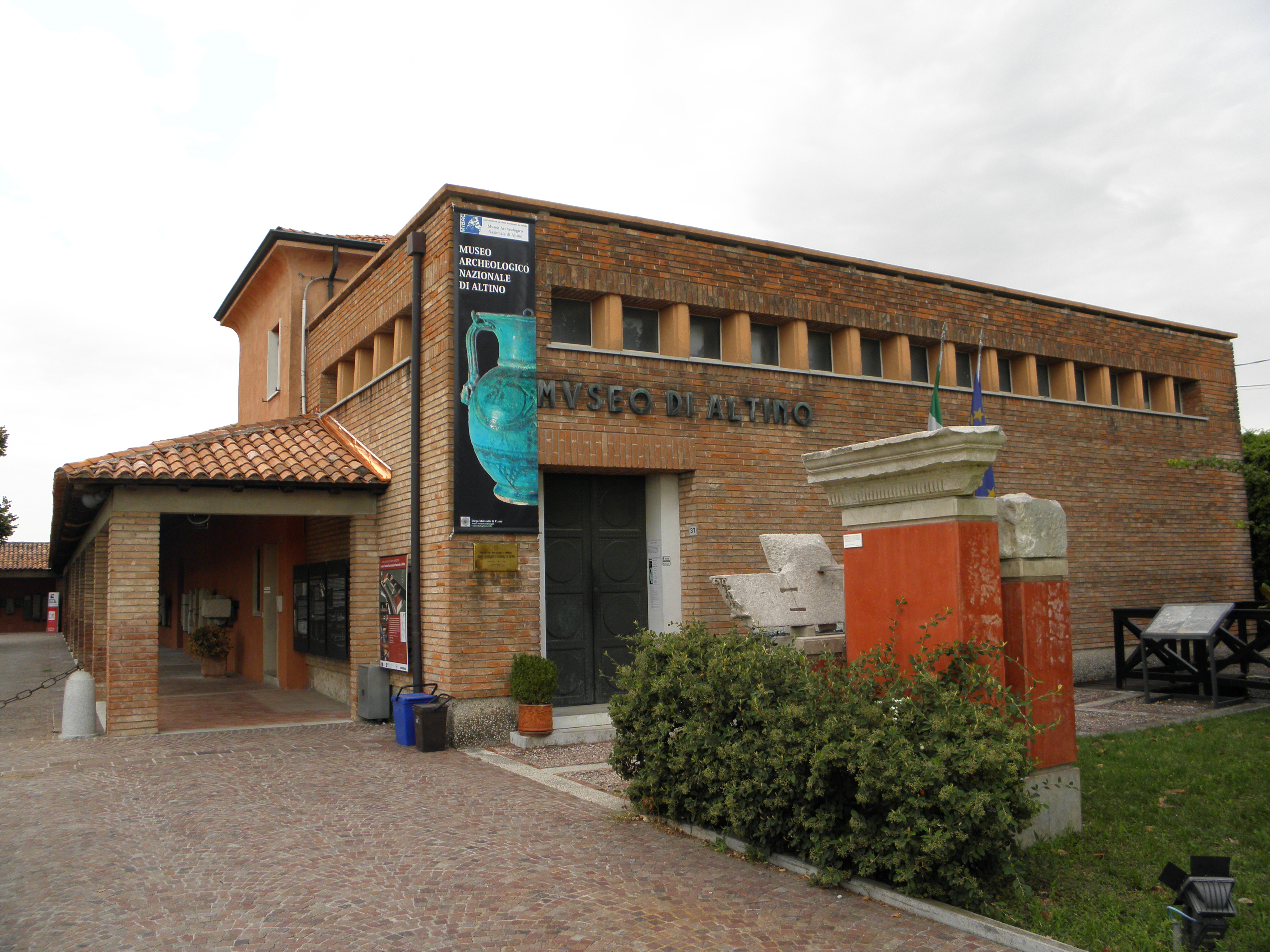
Ehemaliges Museumsgebäude seit 2016 als Lagerfläche genutzt

Das Museum wurde am 29. Mai 1960 in zwei Räumen eröffnet, deren einer als Ausstellungsraum diente, der andere als Magazin. Bis dahin waren die Zahl und vor allem die Erträge der Grabungen im infrage kommenden Raum unter Federführung der Soprintendenza Archeologica äußerst gering. Das Gelände, auf dem das Museum errichtet worden war, hatte Conte Angelo Bacchini delle Palme dem Staat geschenkt. Den Baubeginn leitete Bruna Forlati Tamaro, die spätere Soprintendente. Schon im 19. Jahrhundert waren durch Bonifikationen zahlreiche Artefakte zu Tage getreten, doch systematische Grabungen begannen erst unter Leitung von Jacopo Marcello. Jährliche Kampagnen führten zu größeren Entdeckungen, wie einer ausgedehnten kaiserzeitlichen Nekropole.
Ab 1966 erfolgten auch im Raum der Via Annia zahlreiche Grabungen; dazu zählen über 2000 Funde von Gräbern und Begräbnisplätzen, in den letzten Jahren die Grabungen in Altinum. Im Laufe der 1970er Jahre kamen erste vorrömische Gräber hinzu.
Bei seiner Gründung verfügte das Museum über weniger als tausend Objekte, ein Bestand, der seither rapide anwuchs. Zeitweise mussten einige der Monumente im Garten des Hauses ausgestellt werden, bis schließlich ein angemessener Museumsbetrieb kaum mehr möglich war. Es fehlte zudem an Räumen für Restaurierung, Katalogisierung, Erstellung von Reproduktionen und Fotografien. 

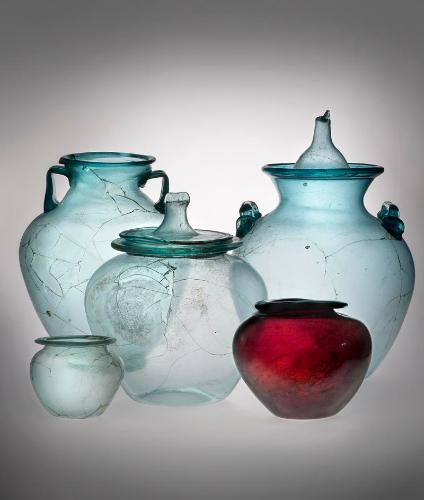
Glasgefäße

1984 wurden angesichts der anwachsenden Fundmenge, aber auch der unerwarteten Bedeutung der Stadt, zwei weiträumige ländliche Gewerbegebäude des 19. Jahrhunderts erworben, die etwa 500 m vom Museum entfernt waren. Zunächst nahm man an, dass der Komplex außerhalb der Grabungszone, bzw. außerhalb des antiken Altinum lag, doch stellte sich heraus, dass unterhalb des Geländes ein Kultort bestanden hatte, der vom 6. Jahrhundert v. Chr. bis in die Kaiserzeit in Gebrauch war. Die Grabungen, die von 1997 bis 2011 dauerten, veränderten das Bild der protohistorischen Kulturlandschaft grundlegend.
Die magazinierten und ausgestellten Objekte sind Fundstücke aus den archäologischen Arealen von Altino, in dessen Mitte das Museum gelegen ist. Zu Teilen der Sammlung, wie z. B. Inschriften, Stelen oder venezianischem Glas liegen archäologische Einzeluntersuchungen vor oder wurden Sonderausstellungen veranstaltet. 2015 zählte man bereits 55.000 katalogisierte Fundstücke, zu denen jedes Jahr mehrere Tausend hinzukommen.
Direktorin war in Nachfolge des Archäologen Michele Tombolani (1943–1989) von 1987 bis 2014 die Archäologin Margherita Tirelli. Das neue Haus verfügte bis 2014 über eine Ausstellungsfläche von 1800 m².
Für die anwachsende Menge der Objekte erfuhr das Museum die besagte Erweiterung, zwei zusätzlich erworbene Gebäude wurden restauriert und durch moderne Neubauten ergänzt. Der neue Museumsbereich wurde Ende 2014 eingeweiht und nahm 2015 seinen Betrieb auf.
Die Urgeschichte mit der Frühgeschichte nimmt das Erdgeschoss ein, das römische Altinum belegt das erste Stockwerk, die Funde aus der Nekropole und die Spätantike das zweite. Dabei nehmen die oberen Stockwerke nur Funde aus der Stadt Altinum auf, die mit der Romanisierung einsetzen, während das Erdgeschoss ein größeres Areal repräsentiert, um einen Überblick über die Epochen seit dem Mesolithikum zu gewinnen. Im Haus wird der Übergang von der Preistoria zur Protostoria, also von der Ur- zur Frühgeschichte mit ersten schriftlichen Quellen, ausgesprochen früh, nämlich am Übergang von der Bronze- zur Eisenzeit gesetzt, also im 10./9. Jahrhundert v. Chr.

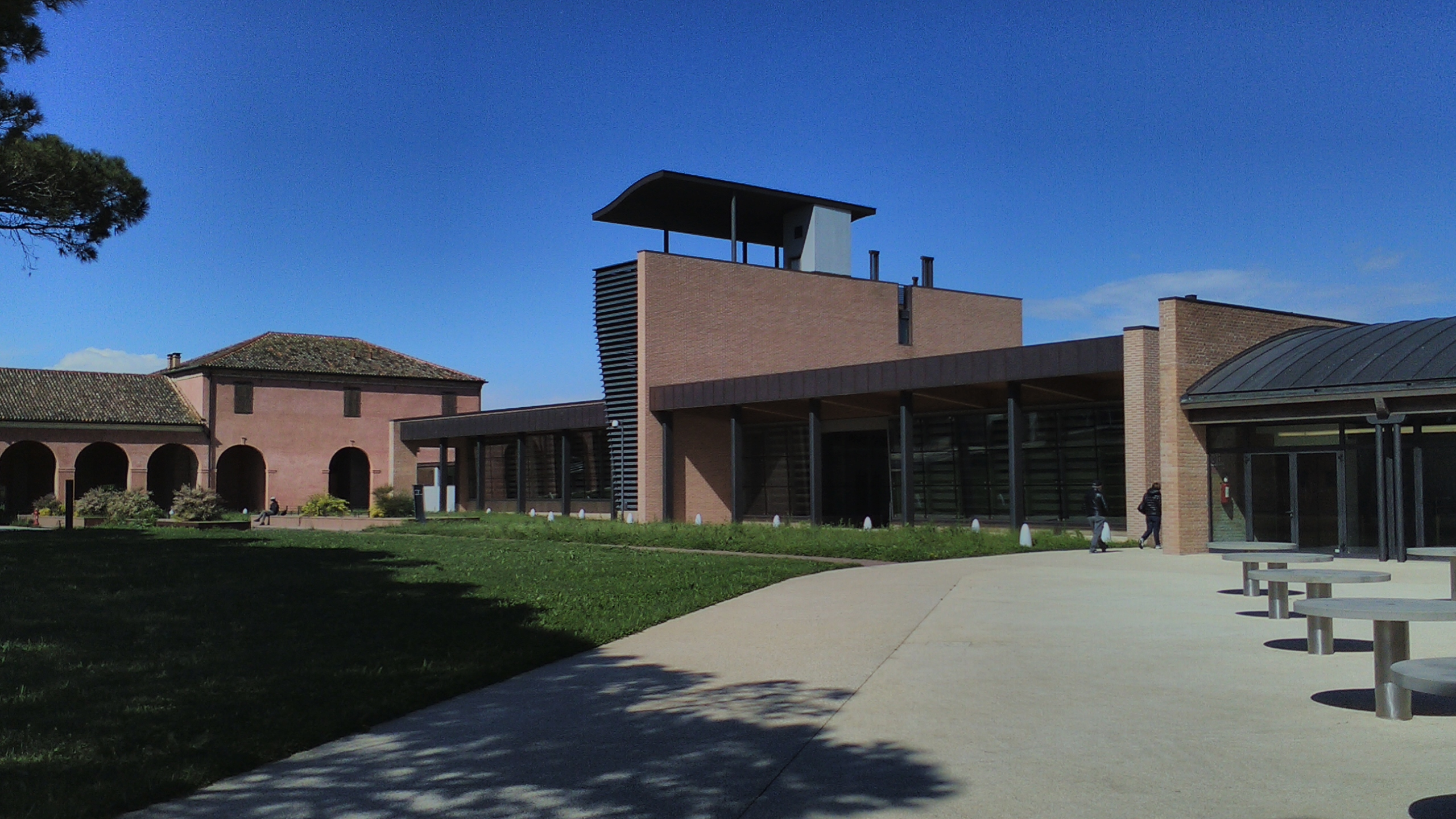
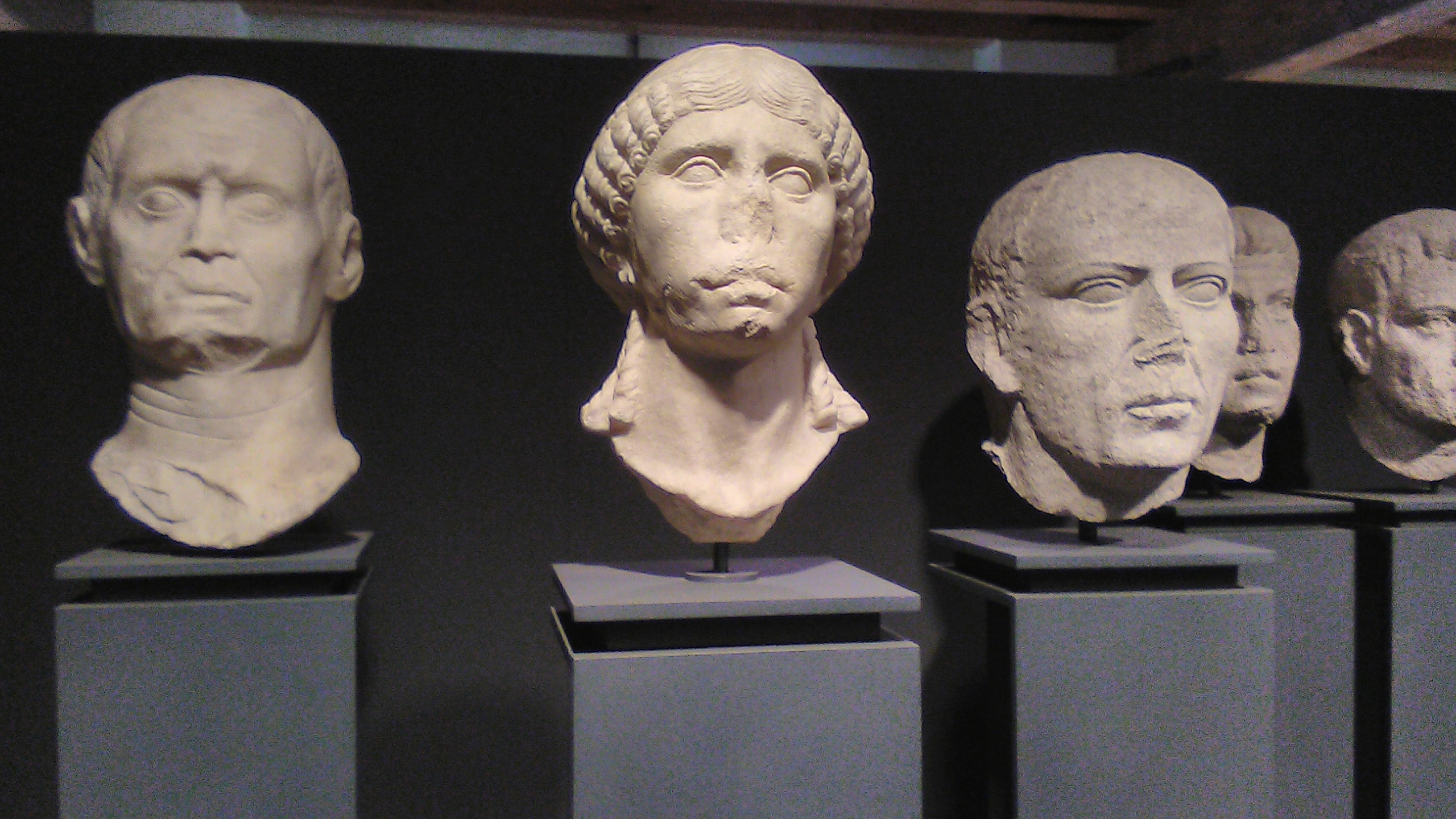
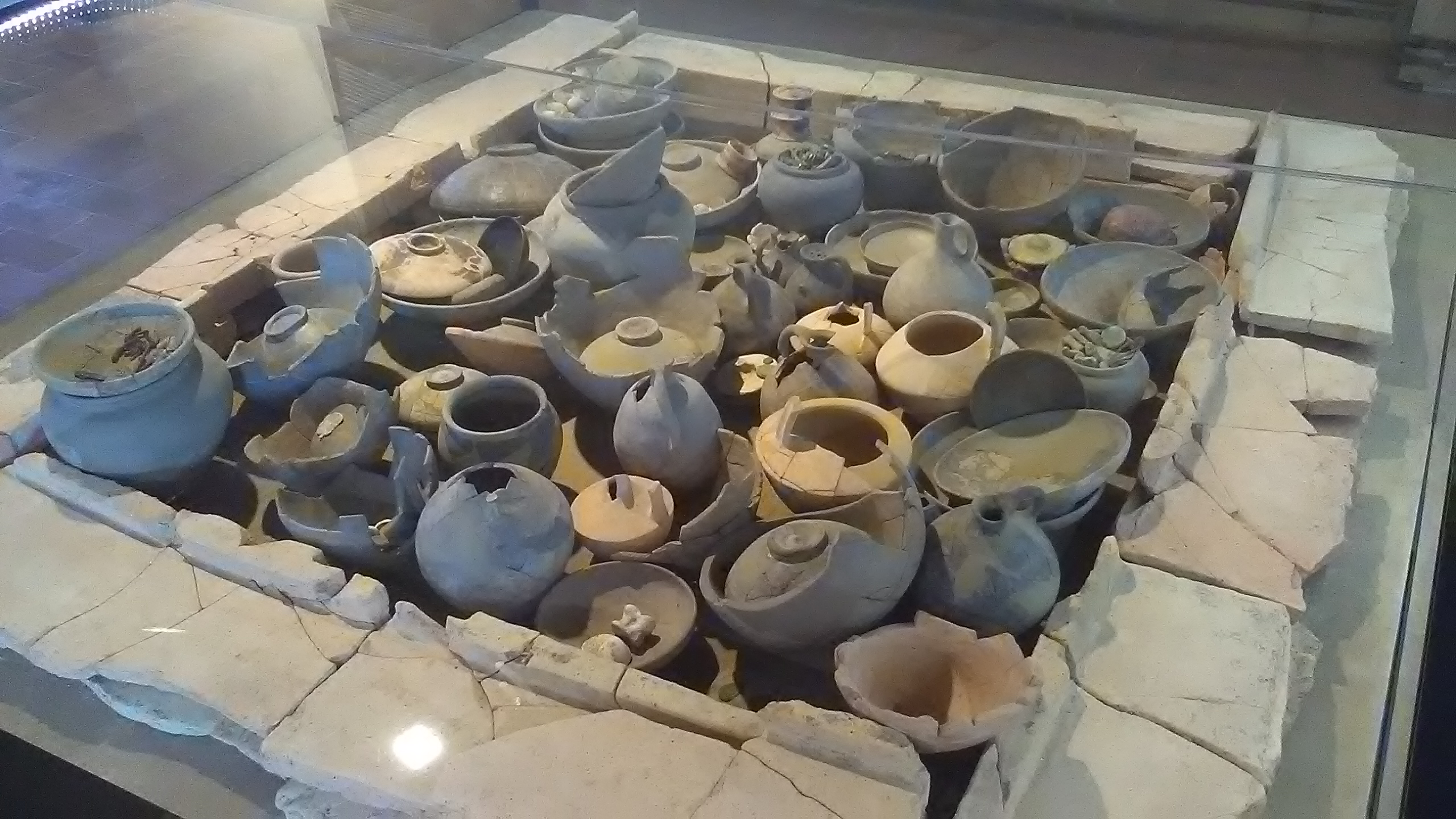
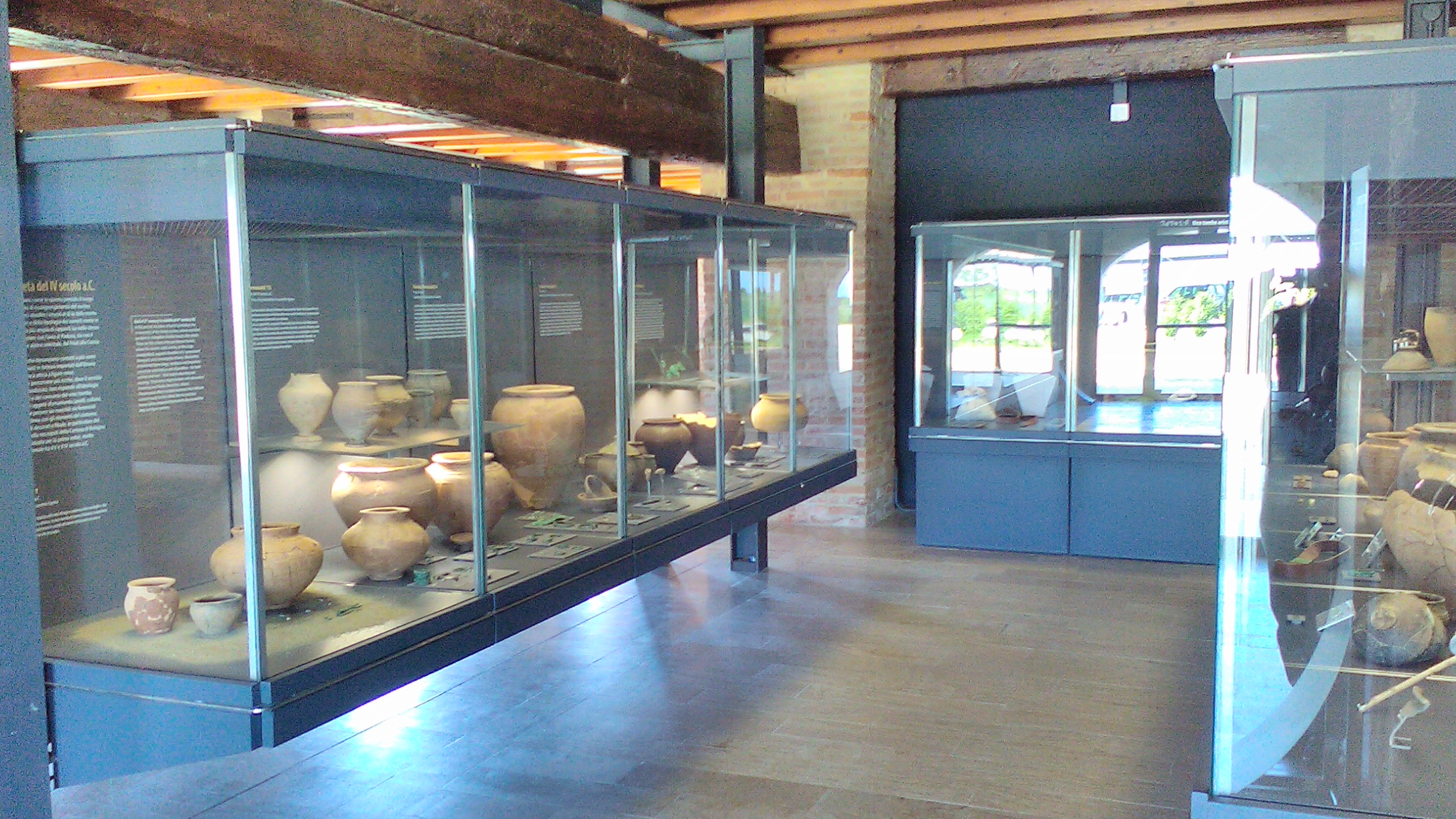